# Beat Street
Beat Street је  поп-денс група основана 1992. чија дискографија започиње 1995. године албумом "Напокон" издатим за ПГП-РТС на коме се налази и велики хит и лична карта групе песма Опсесија. 

## Историјат
Почетком 1992. Група снима музичко документарни филм под називом "Таленти 2000" у режији РТБ који је први забележени видео запис о настајању хип-хоп културе на југословенским просторима и у Београду. Режију филма потписује Мина Станојевић у коме се појављују прве песме групе чији је аутор Хусеин Алијевић Хуса који је и главни вокал групе. Први већи наступ група има на солистичком концерту Џеја Рамадановског на Београдском сајму 1992. године пред 30.000 људи и убрзо након тога се појављује на поледњем Месам-у СФРЈ 1992. са ауторком нумером Само један трен коју потписује аутор Хусеин Алијевић Хуса. 
На дебитантском наступу група осваја трећу награду публике и најављује велики успех и нови музички талас који захвата већ ратом погођену земљу. Године 1993. Хуса одлази на одслужење војног рока и тамо пише и компонује песме које група објављује на наредним албумима.
Године 1994. група започиње сарадњу са Драганом Мирковић и Зораном Башановићем који постаје Извршни продуцент групе и помаже у објављивању наредних албума од 1995-1999. У том периоду група објављује четири албума са много хитова и наступа широм земље и иностранства. Упоредо са наступима појављује се и као пратећа група и специјални гост на турнејама Драгане Мирковић, тада једне од најпопуларнијих певачица.
Група у овом периоду учествује на разним манифестацијама, осваја многобројне награде и песмама се поставља у историју поп музике деведесетих година.
Након НАТО агресије на Југославију 1999. године Хуса и Љуба се повлаче из групе и наредних година група функционише као женски састав под именом „Нови Бит Стрит” где се као вокали појављују Душанка Декић и Јованка Драговић док Хуса остаје да компонује и пише за групу уједно започињући и соло каријеру. 
У овом саставу група објављује два албума са којих се издваја песма Огњиште из 2000. године.

## Чланови
- Хусеин Алијевић Хуса - вокал, кантаутор
- Љубомир Цебаловић Љуба - вокал, аутор
- Душанка Декић Беба - кореограф

- Зоран Мијаиловић Киза - плесач
- Ксенија Пајчин - плесач
- Селма Тарић - плесач
- Игор Димић - плесач
- Александар Мојсејев - плесач

- Јованка Драговић - плесач
- Марија Гранжан - плесач
- Јелена Драгојловић - плесач

## Дискографија

### Албуми
- 1995. Напокон - ПГП РТС
- 1996. Ритам у лице - Дискос
- 1996. Зид прошлости - ПГП РТС
- 1997. Певаћу и кад молитве не вреде - Сити рекордс
- 2000. Улица - Сити рекордс
- 2002. Море љубави - ПГП РТС